# Batumi
Batumi (grúzul: ბათუმი) város a Fekete-tenger partján Grúziában; az Adzsar Autonóm Köztársaság székhelye. 150 ezer lakosával (2014) Grúzia második legnagyobb városa. A város jelentőségét forgalmas tengeri kikötője adja, emellett jelentős kereskedelmi központ. A gazdasági életben még kiemelkedő a turizmus, a szerencsejáték, a hajógyártás és az élelmiszer-feldolgozás.

## Földrajz
Batumi a Çoruh folyó mellett fekszik a Fekete-tengernél.

### Éghajlat
Éghajlata nedves szubtrópusi. 
Batumi a fekete-tengeri partvidék legpárásabb helyei közé tartozik. Évente átlag 150-160 nap esős, különösen sokat esik augusztustól januárig. 
| Hónap                          | Jan. | Feb. | Már. | Ápr. | Máj. | Jún. | Júl. | Aug. | Szep. | Okt. | Nov. | Dec. | Év   |
| ------------------------------ | ---- | ---- | ---- | ---- | ---- | ---- | ---- | ---- | ----- | ---- | ---- | ---- | ---- |
| Átlagos max. hőmérséklet (°C)  | 9,8  | 10,4 | 13,3 | 16,8 | 20,2 | 24,0 | 25,8 | 26,2 | 24,2  | 21,1 | 16,4 | 8,2  | 18,1 |
| Átlagos min. hőmérséklet (°C)  | 2,8  | 3,0  | 4,5  | 7,2  | 11,0 | 14,8 | 18,2 | 18,3 | 15,4  | 12,0 | 8,2  | 5,2  | 10,1 |
| Átl. csapadékmennyiség (mm)    | 242  | 188  | 145  | 110  | 85   | 163  | 152  | 207  | 250   | 278  | 271  | 303  | 2394 |
| Forrás: Meteoweb; Climare Data |      |      |      |      |      |      |      |      |       |      |      |      |      |

## Demográfia

### Népességének változása
| Lakosok száma | 147 300 | 144 827 | 138 673 | 152 839 | 154 600 | 169 095 |
|               | 1994    | 1995    | 1996    | 2014    | 2016    | 2020    |

### Etnikai megoszlás
| Év   | grúzok  | grúzok | örmények | örmények | oroszok | oroszok | görögök | görögök | más   | más   | összes népesség |
| ---- | ------- | ------ | -------- | -------- | ------- | ------- | ------- | ------- | ----- | ----- | --------------- |
| 1886 | 2,518   | 17%    | 3,458    | 23,4%    | 2,982   | 20,1%   | 1,660   | 11,2%   | 4,185 | 28,3% | 14,803          |
| 1897 | 6,087   | 21,4%  | 6,839    | 24%      | 6,224   | 21,8%   | 2,764   | 9,7%    | 6,594 | 23,1% | 28,508          |
| 1926 | 17,804  | 36,7%  | 10,233   | 21,1%    | 8,760   | 18,1%   | 2,844   | 5,9%    | 8,833 | 18,2% | 48,474          |
| 1959 | 40,181  | 48,8%  | 12,743   | 15,5%    | 20,857  | 25,3%   | 1,668   | 2%      | 6,879 | 8,4%  | 82,328          |
| 2002 | 104,313 | 85,6%  | 7,517    | 6,2%     | 6,300   | 5,2%    | 587     | 0,5%    | 3,089 | 2,5%  | 121,806         |
| 2014 | 142,691 | 93.4%  | 4,636    | 3.0%     | 2,889   | 1.9%    | 289     | 0.2%    | 2,334 | 1.5%  | 152,839         |

### Vallás
Habár helyi vallási adatok nem állnak rendelkezésre, a régió lakosságának többsége keleti ortodox keresztény, és elsősorban a grúz ortodox egyházhoz tartozik. Vannak még szunnita muszlim, katolikus, örmény apostoli és zsidó közösségek is.

## Fő látnivalók
- Adzsaria Állami Múzeum
- Akvárium
- Panoráma óriáskerék
- Botanikus kert
- A Fekete-tenger partján fekvő korábbi üdülőterület
- ABC-torony (130 méter magas építmény)
- A Gonio-erőd a várostól 15 km-re délre
- Drótkötélpálya (2,5 km hosszú)

## Képek

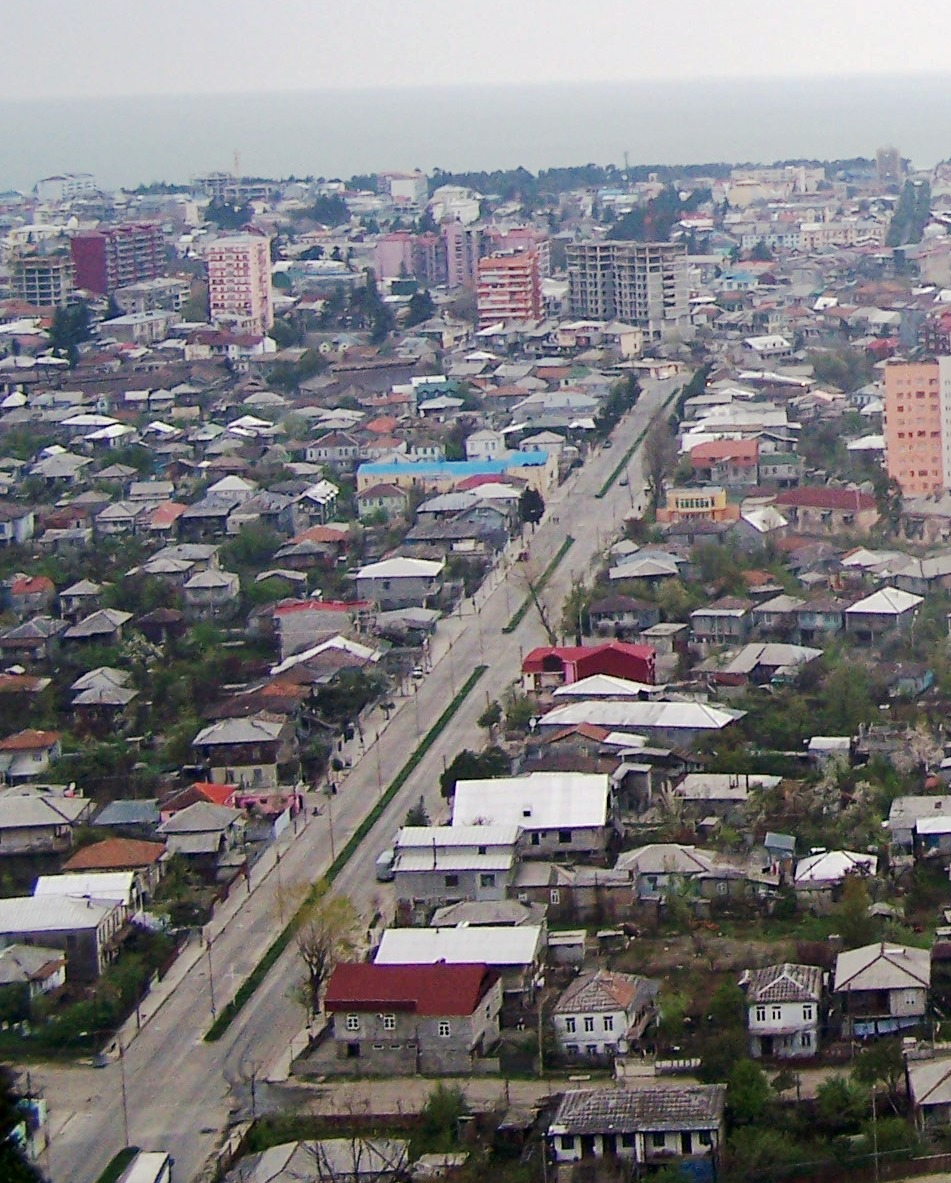
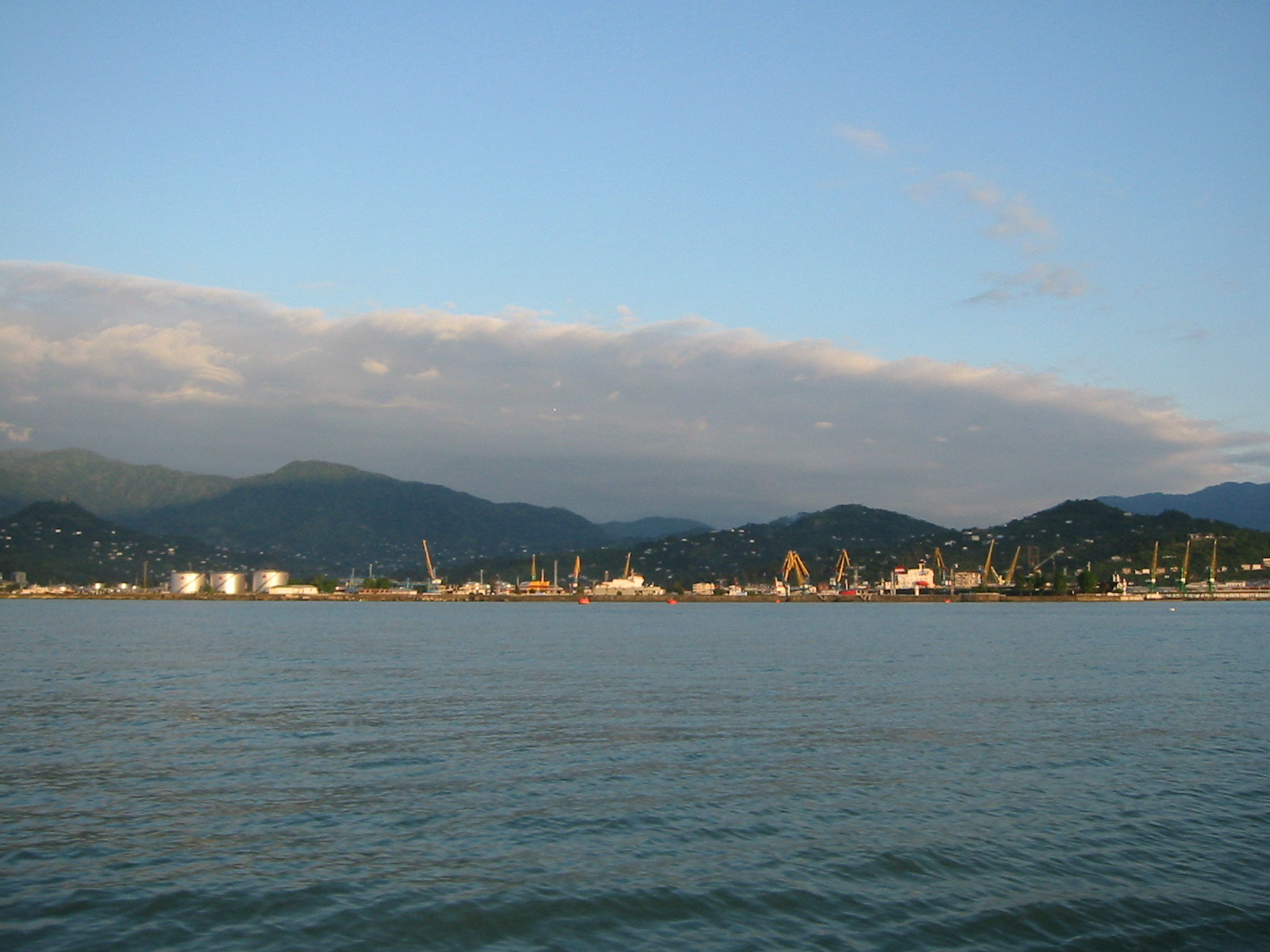
A kikötő a tenger felől
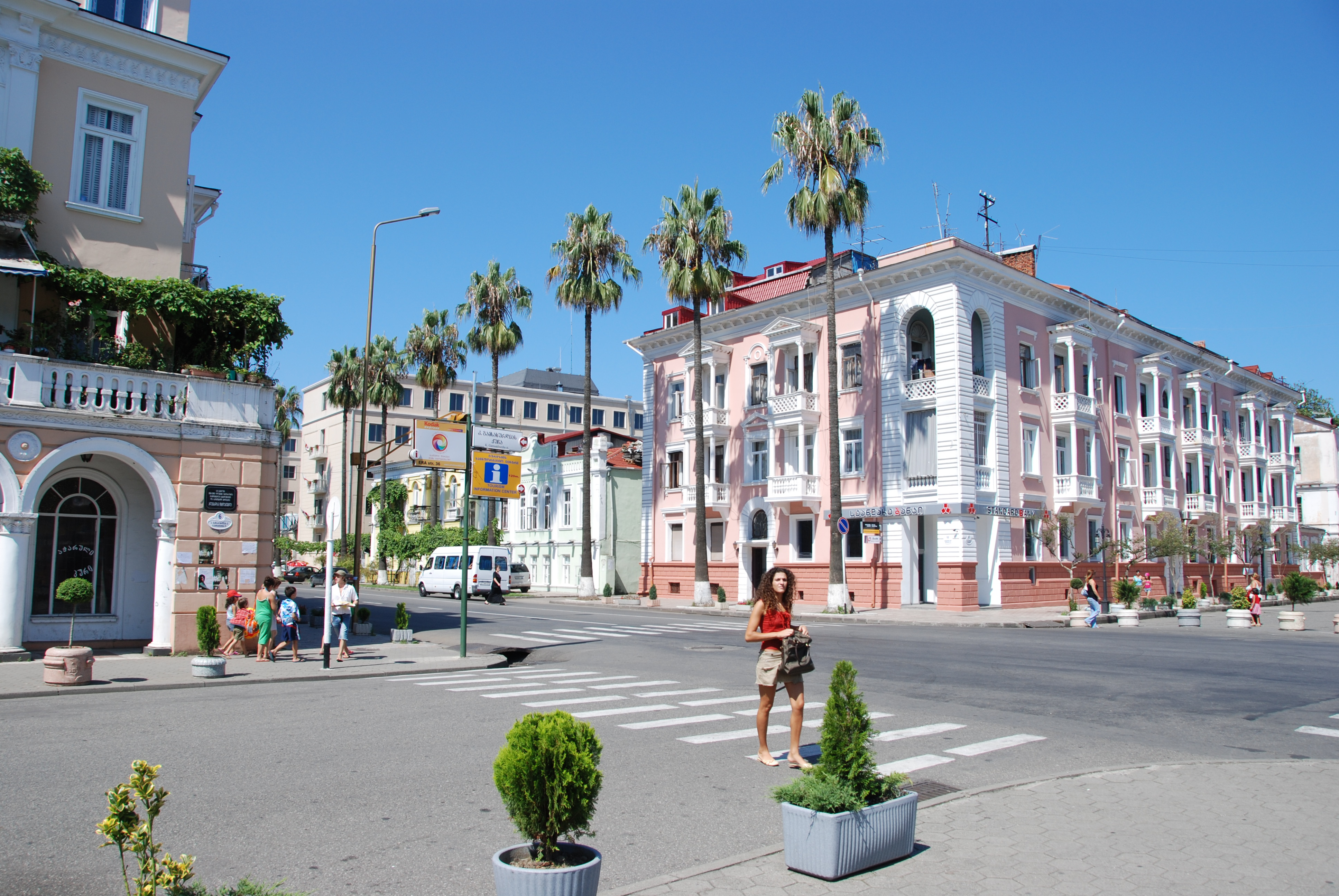
Batumi utcakép
Templom Batumiban
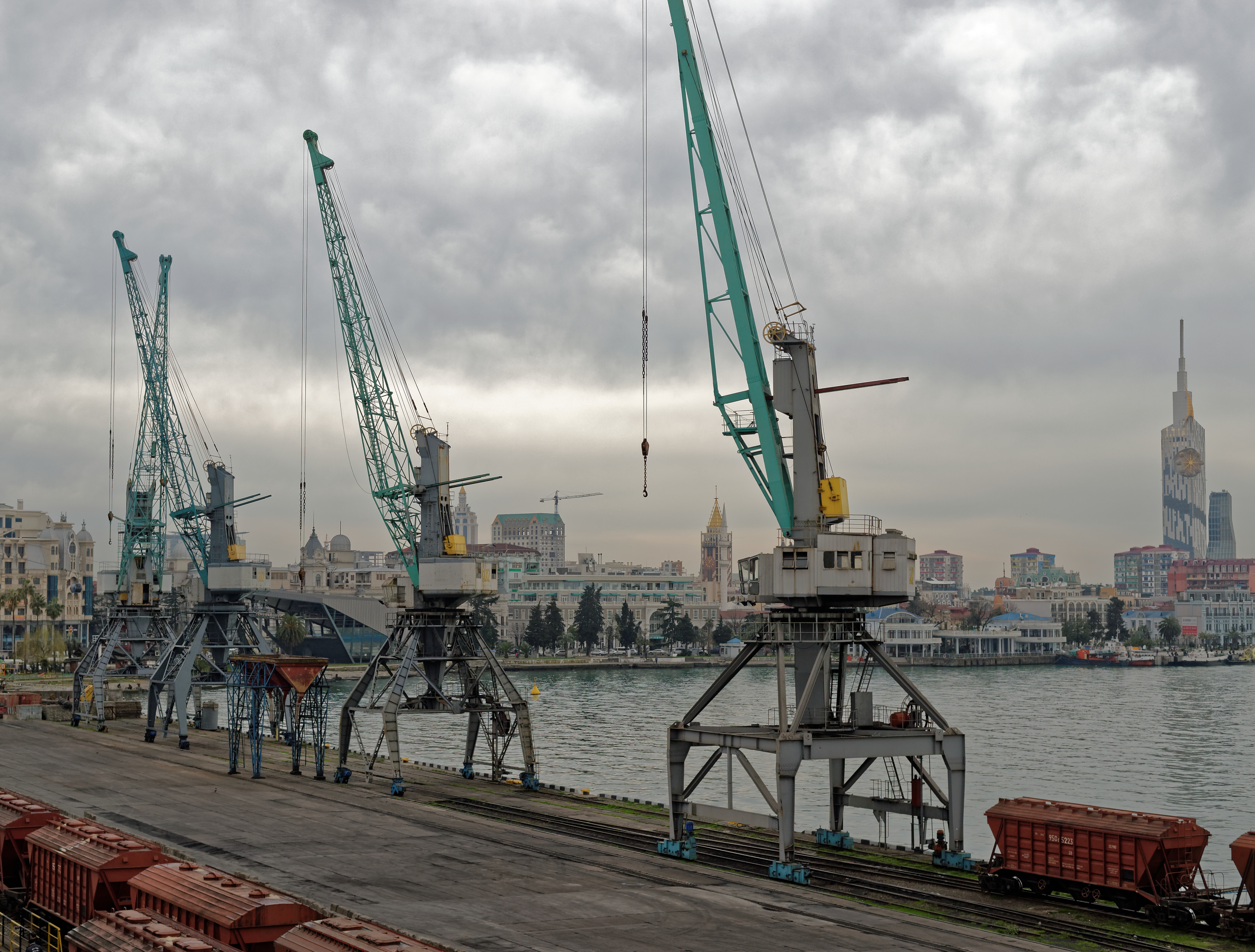
Kikötő

## Híres emberek
- Itt született Szeszilia Takaisvili (1906–1984) grúz színésznő
- Itt született Vahtang Koridze (1949–) szovjet válogatott grúz labdarúgó

## Testvértelepülések
- Kiszlovodszk, Oroszország
- Pireusz, Görögország
- Donostia-San Sebastián, Spanyolország
- Trabzon, Törökország